# Lac asséché
Un lac asséché est un bassin ou une dépression qui contenait autrefois une masse d'eau de surface stagnante. Cette dernière a disparu lorsque le processus d'évaporation a dépassé la recharge en eau. S'il est recouvert de sel, il est connu comme un désert de sel.

## Terminologie
Si son bassin est principalement salé, alors un lac asséché est appelé un désert de sel, ce dernier étant un vestige d'un ancien lac salé. Hardpan est l'extrémité sèche d'un bassin drainé à l'intérieur dans un climat sec, une désignation généralement utilisée dans le Grand Bassin de l'ouest des États-Unis.[réf. nécessaire]

Le Chott el-Jérid en Tunisie.

Les lacs asséché sont connus sous le nom de playa (prononcé : [ˈplaʝa], espagnol pour "plage") dans certaines régions du Mexique et de l'ouest des États-Unis. Ce terme est également utilisé dans le Llano Estacado.
En Amérique du Sud, le terme habituel pour un lac asséché est salar ou salina.
Pan est le terme utilisé en Afrique du Sud. Ceux-ci peuvent inclure les petites dépressions rondes de highveld, typiques de la région de Chrissiesmeer, aux vastes bassins de la province Cap-Nord.
Les termes utilisés en Australie incluent salt pans (où les minéraux évaporites sont présents) ou clay pans.
En arabe, une zone alcaline est appelé sebkha ou chott. En Asie centrale, un sol de «boue craquelée» salé est connu sous le nom de takyr. En Iran, elles sont appelées kavir.

## Formation

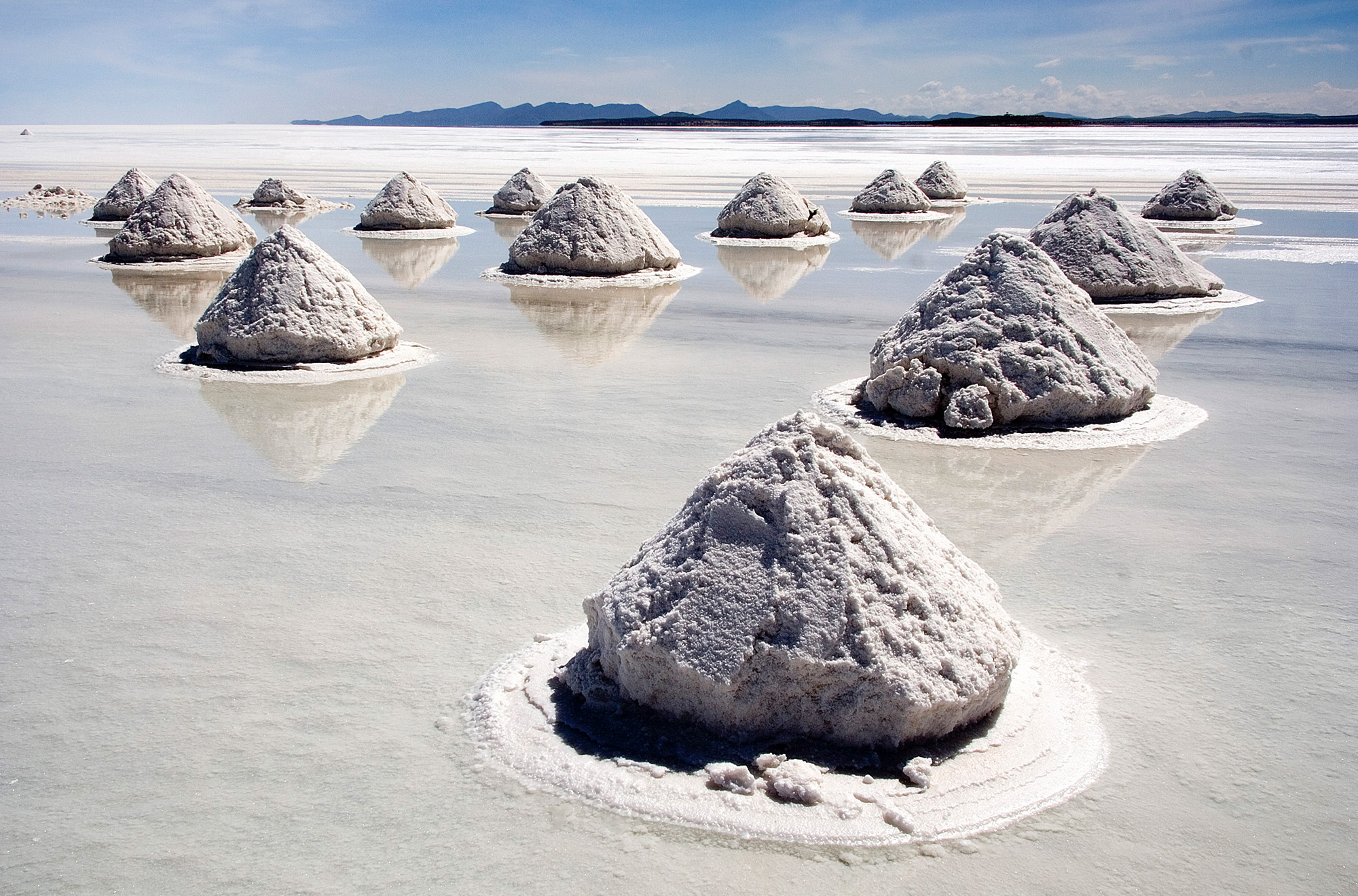
La récolte du sel dans le Salar d' Uyuni, en Bolivie.

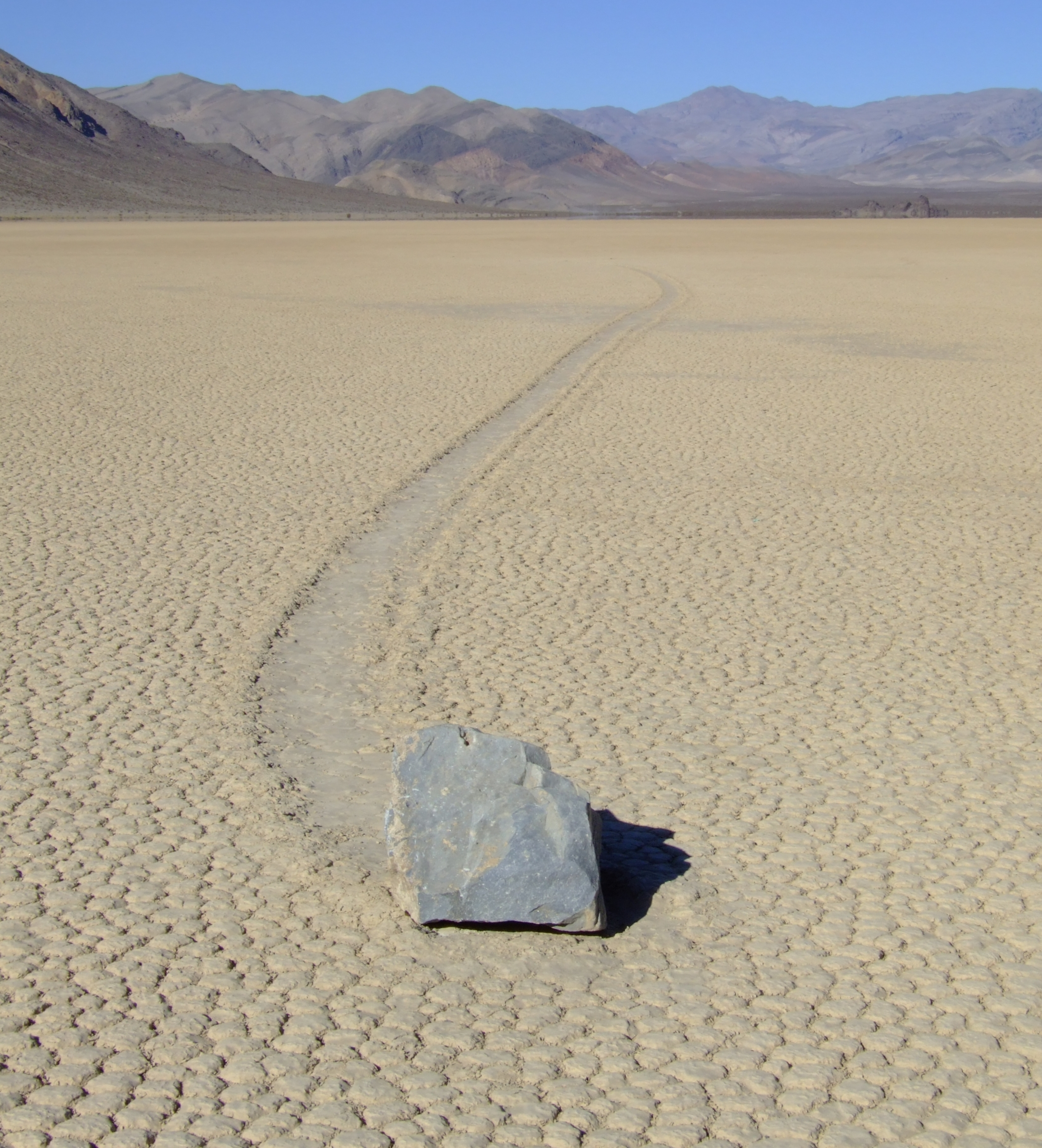
Pierre mouvante à Racetrack Playa.

Un lac asséché se forme lorsque l'eau de pluie ou d'autres sources, comme l'intersection une nappe phréatique, se jette dans une dépression sèche, créant un étang ou un lac. Si le taux d'évaporation annuel total dépasse le débit annuel total, la dépression finira par redevenir sèche, formant un lac asséché. Les sels dissous à l'origine dans l'eau précipitent et s'accumulent progressivement avec le temps. Un lac asséché apparaît comme un lit plat d'argile, généralement incrusté de sels précipités. Ces minéraux évaporites sont une concentration de produits d'altération tels que le carbonate de sodium, le borax et d'autres sels. Dans les déserts, un lac asséché peut être trouvé dans une zone entourée de bajadas.
Les lacs secs se forment généralement dans les régions semi-arides à arides du monde. La plus grande concentration de lacs asséchés (près de 22 000) se trouve dans le sud des hautes plaines du Texas et dans l'est du Nouveau-Mexique[réf. nécessaire]. La plupart des lacs secs sont petits. Cependant, le Salar d'Uyuni en Bolivie, près de Potosí, est le plus grand plat de sel du monde et s'étend sur 10 582 km2.
De nombreux lacs secs contiennent une faible profondeur d'eau pendant la saison des pluies, en particulier pendant les années humides. Si la couche d'eau est mince et est déplacée autour du lac asséché par le vent, une surface extrêmement dure et lisse peut s'y développer. Des couches d'eau plus épaisses peuvent entraîner une surface de «boue fissurée». S'il y a très peu d'eau, des dunes peuvent se former.
Le Racetrack Playa, situé dans la Vallée de la Mort, présente un phénomène géologique connu sous le nom de « pierres mouvantes » qui laissent des traînées linéaires alors qu'elles se déplacent lentement sur la surface sans intervention humaine ou animale. Ce phénomène est dû à une coïncidence : tout d'abord, la playa doit se remplir d'eau, qui doit être suffisamment profonde pour former de la glace flottante en hiver mais encore suffisamment peu profonde pour que les roches soient exposées. Lorsque la température baisse la nuit, cet étang se fige en fines plaques de glace sous le rocher. Enfin, lorsque le soleil se lève, la glace fond et se fissure en panneaux flottants ; ceux-ci sont soufflés à travers la playa par des vents légers, propulsant les rochers devant eux. Les pierres ne bougent qu'une fois tous les deux ou trois ans et la plupart des pistes durent trois ou quatre ans.

## Écologie
Alors qu'un lac sec lui-même est généralement dépourvu de végétation, ils sont généralement entourés par des atriplex confertifolia, atriplex et d'autres plantes tolérantes au sel qui fournissent le fourrage d'hiver pour le bétail et d'autres herbivores.

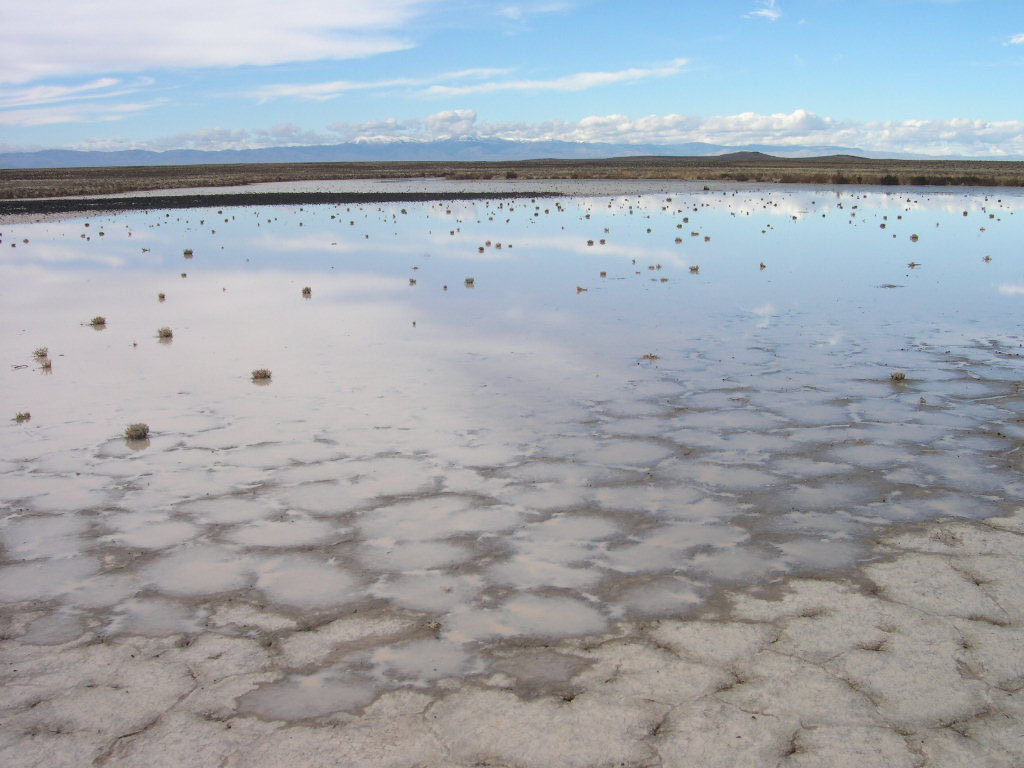
Playa dans le sud-ouest de l'Idaho.

Aux États-Unis, dans le sud-ouest de l'Idaho et dans certaines parties du Nevada et de l'Utah, il existe un certain nombre d'espèces rares endémiques à l'environnement inhospitalier des playas inondées de façon saisonnière, comme une crevette pouvant survivre plusieurs années dans le lit asséché du lac.
Lepidium davisii est une autre espèce rare, une plante vivace dont l'habitat est limité aux playas dans le sud de l'Idaho et le nord du Nevada.
Loin des grands fleuves ou lacs, les playas sont souvent la seule eau disponible pour la faune dans le désert. Les antilopes et autres animaux sauvages s'y rassemblent après les orages pour y boire.
Les menaces qui pèsent sur les lacs asséchés comprennent la pollution due aux activités concentrées d'alimentation animale telles que les parcs d'engraissement et les laiteries. Les résultats sont l'érosion ; le ruissellement d'engrais, de pesticides et de sédiments provenant des fermes ; et le surpâturage. Un arbuste non indigène qui a été utilisé pour la restauration des pâturages dans l'ouest, Bassia prostrata, constitue également une menace importante pour les playas et leurs espèces rares associées, car il est capable d'évincer la végétation indigène et de drainer l'eau stagnante d'une playa en raison de sa racine croissance.

## Usage humain

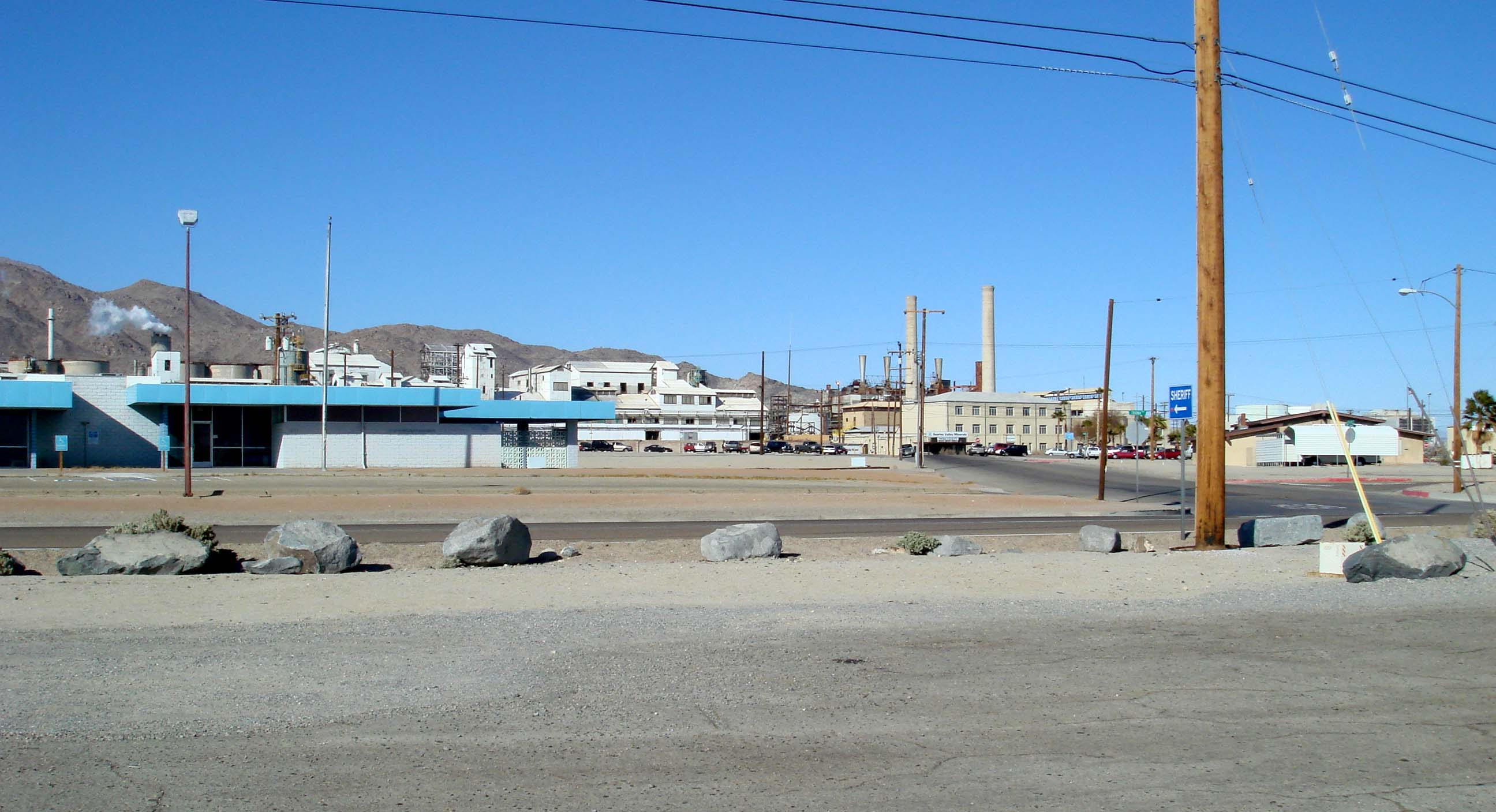
L'usine chimique de la Mosaic Company traite les saumures de Searles Dry Lake pour fabriquer des produits tels que le trona.

Les surfaces extrêmement plates, lisses et dures des lacs secs les rendent idéales pour les véhicules à moteur rapides et les motos. De plus, les lacs secs de grande taille sont d'excellents endroits pour atteindre des records de vitesse terrestre car la douceur de la surface permet aux véhicules à faible dégagement de voyager très rapidement sans aucun risque de perturbation par des irrégularités de surface. Les lacs asséchés de Bonneville Salt Flats dans l'Utah et du  désert de Black Rock au Nevada ont ainsi tous deux été utilisés à cet effet. Le lac Eyre et le lac Gairdner en Australie-Méridionale ont vus différentes tentatives similaires.
Les lits de lacs secs qui se remplissent très rarement d'eau sont parfois utilisés comme emplacements pour les bases aériennes, pour des raisons similaires. Les exemples incluent le lac Groom dans la zone 51 au Nevada et Edwards Air Force Base (à l'origine connue sous le nom de Muroc Dry Lake) en Californie.
Les saumures du sous-sol des lacs secs sont souvent exploitées en lixivation in situ pour obtenir des minéraux précieux en solution.
En vertu de la législation des États-Unis, un «lac playa» peut être considéré comme une zone humide isolée et peut être éligible pour s'inscrire au nouveau volet des zones humides du programme de réserves de conservation, promulgué dans le Farm Bill de 2002 (PL 107–171, sect. 2101).
L'événement annuel Burning Man a lieu chaque année dans une playa du désert de Black Rock.

## Galerie

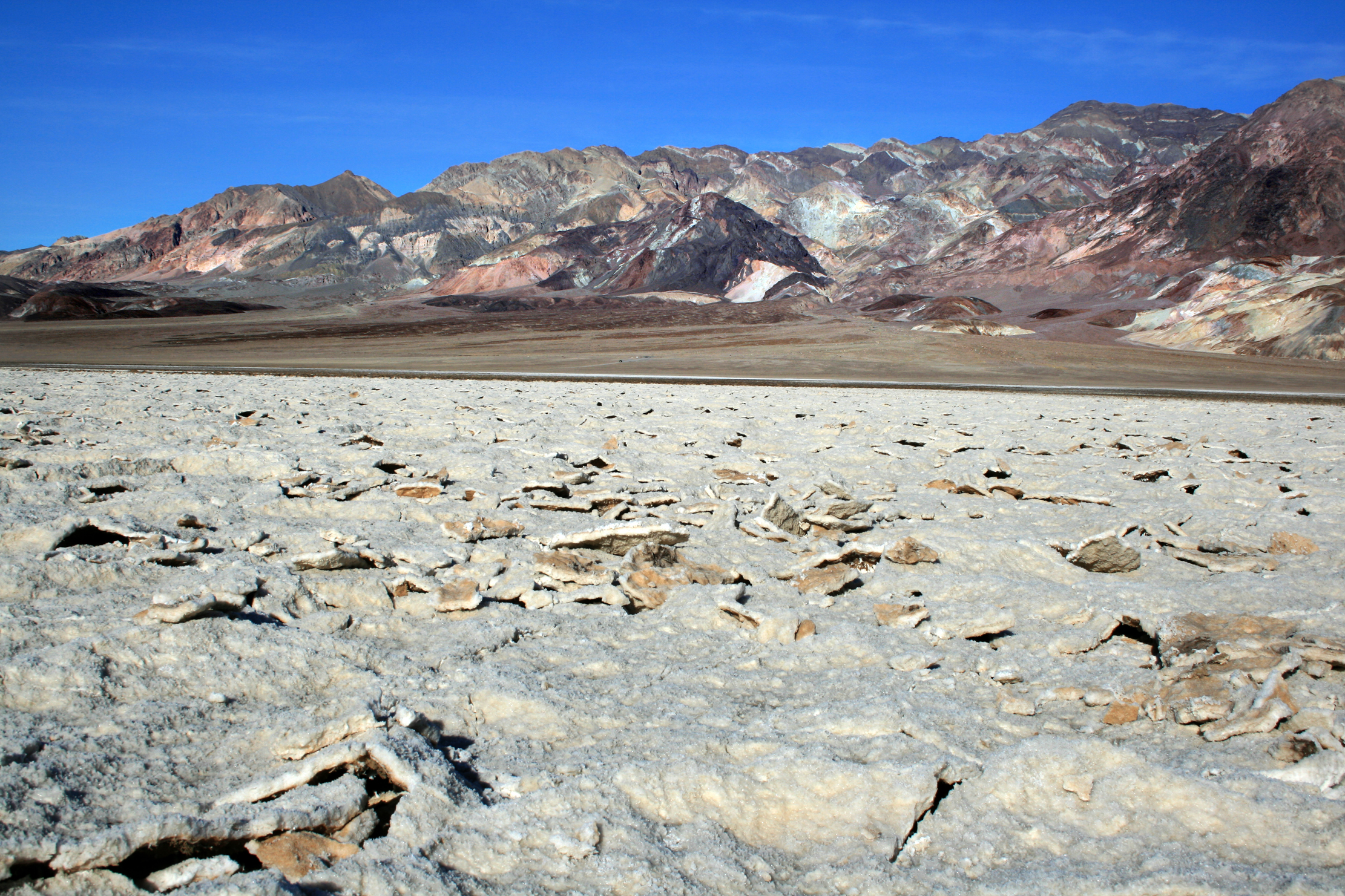
Devil's Golf Course au parc national de la vallée de la Mort.
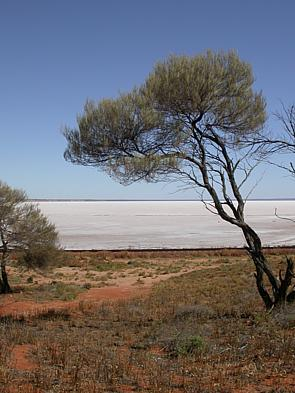
Le lac asséché et la rive du lac Hart, un lac désertique endoréique en Australie du Sud.
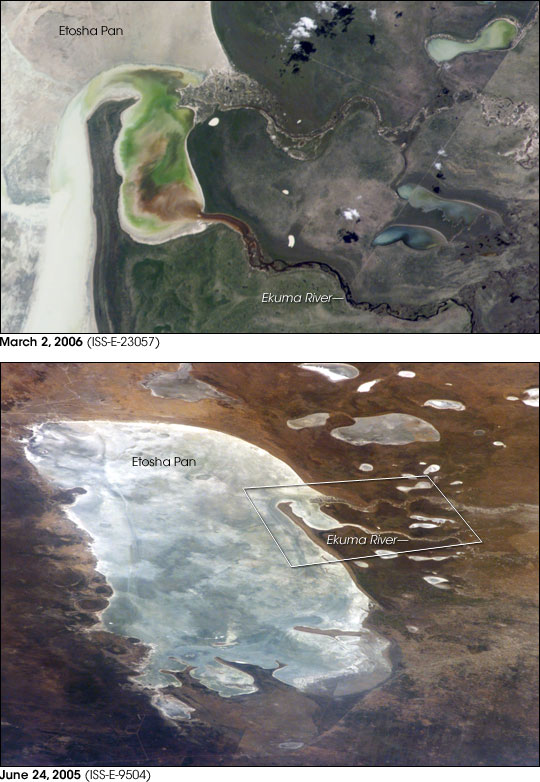
Pan d'Etosha dans le nord de la Namibie.